# Зайцов, Иван Моисеевич
Иван Моисеевич Зайцов (Зайцев) (1834—?) — русский военный деятель, генерал от инфантерии (1906).

## Биография
В службу вступил в 1852 году после окончания Дворянского полка и произведён в прапорщики гвардии и переименован в армейские поручики. В 1853 году  снова произведён в  прапорщики гвардии, в 1854 году произведён в подпоручики гвардии, в 1855 году в поручики гвардии. С 1855 года участвовал в Крымской войне.
В 1861 году после окончания Николаевской академии Генерального штаба по 1-му разряду произведён в штабс-капитаны с назначением учителем Александровского кадетского корпуса. С 1862 года назначен наставником-наблюдателем  Александровского кадетского корпуса.
В 1865 году произведён в капитаны и назначен ротным командиром Александровского военного училища. В 1867 году произведён в полковники с назначением начальником отделения Главного штаба Русской императорской армии.
С 1876 года генерал состоящий по штату Главного штаба. В 1878 году произведён в генерал-майоры. В 1888 году произведён в генерал-лейтенанты. В 1906 году произведён в генералы от инфантерии.

## Награды
Награды
- Орден Святого Станислава 2-й степени  (1866)
- Орден Святого Владимира 4-й степени  (1871)
- Орден Святого Владимира 3-й степени (1873)
- Орден Святого Станислава 1-й степени  (1877)
- Орден Святой Анны 1-й степени (1879)
- Монаршее благоволение (1880)
- Орден Святого Владимира 2-й степени  (1882)
- Монаршее благоволение (1880)
- Орден Белого орла  (1891)
- Монаршее благоволение (1891)
- Высочайшая благодарность (1897)
- Высочайшая благодарность (1901)
- Орден Святого Александра Невского  (ВП 13.08.1902)

## Труды
Труды
- Курс военной администрации / Сост. Л.-гв. Волын. полка кап. Зайцов, преп. воен. администрации в 3 Воен. Александр. уч-ще. Приложение к Курсу военной администрации капитана Зайцова. - Москва : Тип. М. Нейбюргера, 1867. - 173 с.
- Курс военной администрации / Сост. Л.-гв. Волын. полка кап. Зайцов, преп. воен. администрации в 3 Воен. Александр. уч-ще. Вып. 1 - Москва : тип. С. Орлова, 1867. - VIII, 190 с.
- Курс военной администрации / Сост. Л.-гв. Волын. полка кап. Зайцов, преп. воен. администрации в 3 Воен. Александр. уч-ще. Вып. 2 - Москва : тип. С. Орлова, 1867. - XVI, 350 с.
- Курс военной администрации / Сост. Л.-гв. Волын. полка кап. Зайцов, преп. воен. администрации в 3 Воен. Александр. уч-ще. Вып. 3. - Москва : тип. С. Орлова,  1867. - 350 с.